# أرون شرودر
أرون شرودر (بالإنجليزية: Aaron Schroeder)‏ هو كاتب أغاني وملحن أمريكي، ولد في 7 سبتمبر 1926 في بروكلين في الولايات المتحدة، وتوفي في 2 ديسمبر 2009 في Lillian Booth Actors Home ‏ في الولايات المتحدة بسبب خرف.

## وصلات خارجية
- أرون شرودر على موقع IMDb (الإنجليزية)
- أرون شرودر على موقع ميوزك برينز (الإنجليزية)
- أرون شرودر على موقع قاعدة بيانات برودواي على الإنترنت (الإنجليزية)
- أرون شرودر على موقع أول ميوزيك (الإنجليزية)
- أرون شرودر على موقع ديسكوغز (الإنجليزية)
- أرون شرودر على موقع قاعدة بيانات الفيلم (الإنجليزية)